# وادي السدير
وادي السدير هو وادٍ، ومنطقة عراقية في ناحية بصية في قضاء السلمان في محافظة المثنى بالبادية العراقية بجنوب العراق، مساحته 1149 كيلومتراً مربعاً وطوله 90 كيلومتراً ومعدل انحداره 2.59 كيلومتر بالساعة، وهو واد فاصل بين صحراء الدبدبة شرقاً وصحراء الحجرة غرباً، يجري في جانب واسع من المنطقة المكسوة بطبقة تكيد تحت تكوين الحجر الجيري الفراتي، وكان من السلمان طريق إلى بصية يصل إلى شعيب الركراك ومنه إلى السدير التي تتحول إلى جداول صغيرة مملوءة ماء في موسم المطر، قال عبد الجبار الراوي "وفيها سدرة كبيرة يراها الناظر من بعيد فيخيل إليه أنها أشجار عظيمة مصفوفة في الصحراء على جوانب سواقٍ كبيرة تفيض بالماء عند هطول الأمطار، ومن السدير إلى بصية تتبدل الأرض وتخلو من الحجارة وتصبح رخوة وتؤلف ظهوراً وشعاباً والمسافة بين بصية ومنطقة السدير 28 كيلومتراً".